# Хипербол
Хипербол (грч. Ὑπέρβολoς; умро 411. п. н. е.) био је атински политичар из периода Пелопонеског рата. 

## Биографија
Хипербол је се у политичком животу истакао након смрти Клеона, заговорника наставка рата са Спартом користећи се демагогијом. Хипербол је користио његове методе због чега је стекао низ непријатеља. О томе сведоче жестоке критике у Тукидидовим текстовима као и сатире у Аристофановим комедијама. Према изворима, био је веома богат, али скромног порекла, према некима чак и бивши роб. 
Хиперболов утицај је 417. п. н. е. толико порастао да су против њега склопили савез Алкибијад и Никија. Њиховим заједничким напором, Хипербол је прогнан остракизмом. Након тога се склонио на Самос где је убијен 411. п. н. е. када је на власт дошла олигархија.